# Montegiorgio
Montegiorgio è un comune italiano di 6 241 abitanti della provincia di Fermo nelle Marche.

## Geografia fisica
Montegiorgio sorge su di un colle al centro della media valle del fiume Tenna. Una posizione dominante che spazia dal Monte Conero a nord, i Monti Sibillini ad ovest, il Gran Sasso a sud ed il Mare Adriatico ad est.

## Storia
Montegiorgio è un centro di origine preistorica e fiorente durante il medioevo.
Intorno all'anno 1000 vi si stabilirono i monaci farfensi e il luogo fu fortificato con muri di cinta e successivamente si eresse a comune. Si legò con la vicina Fermo seguendone le alterne alleanze tra Stato della Chiesa ed Impero.
Alla metà del Duecento vi si insediarono i francescani e quindi gli eremitani di sant'Agostino. Fu fondato il monastero delle monache clarisse, al quale risultava annesso un ospedale che fu arricchito da una donazione da parte di Giacomo S. Diotallevi nel 1320. Nel 1357, nel documento noto come Costitutiones aegidianae era ritenuto di pari importanza a Pesaro e Macerata tra le proprietà dello Stato della Chiesa.
Il comune partecipò alle lotte che si svolsero nelle Marche tra i Visconti ed il Papato. Il nome di terra Montis Georgei compare per la prima volta in un documento ufficiale del 1433.
Durante il periodo medievale, Montegiorgio si trovò spesso in contrasto con Rapagnano. Nel 1533, sotto il pontificato di Clemente VII, vennero fuse due campane di metallo, destinate alla chiesa di San Giovanni di Montegiorgio e alla chiesa di San Giovanni di Rapagnano: gli abitanti di Rapagnano presero violentemente quella di Montegiorgio, aumentando così le discordie tra i comuni.
Nel 1816 Montegiorgio venne assegnato alla delegazione apostolica di Macerata.
Papa Pio VII con la riforma dello Stato Pontificio, assegnò Montegiorgio alla delegazione apostolica di Fermo.
Fu annessa al Regno d'Italia nel 1860.

### Simboli
Lo stemma e il gonfalone del comune Montegiorgio sono stati concessi con decreto del presidente della Repubblica del 21 aprile 1999.
Il gonfalone è un drappo di giallo bordato di azzurro.

## Monumenti e luoghi d'interesse

### Architetture religiose

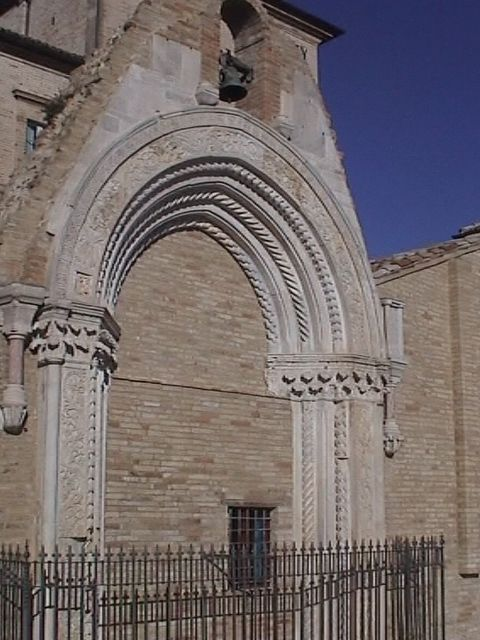
Portale di san Salvatore

Teatro Alaleona

Chiesa di San Giovanni e Benedetto
È la chiesa parrocchiale di Montegiorgio.
Chiesa di San Salvatore
Il portale o arco del Trecento, è la parte rimanente dell'ingresso della chiesa costruita alla fine del secolo XIV e abbattuta nel 1827. Altri frammenti architettonici e pittorici del complesso chiesa-convento agostiniani (la sacrestia) sono visibili nei locali situati sotto la sede scolastica con l'ingresso di fianco all'ufficio delle Poste Italiane.
Chiesa di San Francesco
Eretta nella parte più alta del paese nel XIII secolo, era chiamata chiesa di Santa Maria grande. Dedicata successivamente a san Francesco, per volere di Sisto V, fu ristrutturata alla fine XVI secolo secondo i gusti dell'epoca. Aperta al culto fino al crollo di parte del tetto, avvenuto alla metà del XX secolo. Annessa alla chiesa vi è una cappella in stile gotico che, oltre a monumenti funebri ha le pareti affrescate da Antonio Alberti da Ferrara intorno al 1425. Annesso alla chiesa vi è l'odierno Palazzo comunale che dopo la demolizione del precedente edificio già conventuale conserva lo scalone opera di Panfilo Gentili.
Chiesa di Sant'Andrea
Chiesa di Santa Chiara
Chiesa di San Michele
ex Chiesa della Madonna della Luna
Chiesa di Santa Maria degli Angeli
Annessa al portale della scomparsa San Salvatore; al suo interno affreschi del XIV secolo molto deteriorati.

### Architetture civili
Loggiato ottocentesco
Nella seconda metà del XIX secolo, il Comune realizza, al posto di un dirupo scalato, un porticato a sud di palazzo Passari ed in linea con esso, da cui è separato da un'ampia scalinata. La sommità del loggiato è a livello del piano della strada superiore e delimita un ampio spazio praticabile. Il loggiato presenta sopra l'elaborato cornicione un muro in mattoni. Nella parte controterra sono presenti botteghe.
È costituito da 7 logge. Tra una loggia e l'altra, sono affisse lapidi commemorative e busti in onore di personaggi illustri montegiorgesi: Lucidio Ceci, mons. Giuseppe Petrelli, Gaetano Orsolini, Giacinto Cestoni.
Monumento ai caduti
Il combattente è stato realizzato da Gaetano Orsolini.
Teatro comunale Domenico Alaleona
È stato ricavato nell'ex Palazzo comunale, di cui rimane l'annessa torre civica. il nome è stato scelto per onorare la memoria di Domenico Alaleona.
Mura castellane
Sono state realizzate nel XIII e XIV secolo.
Palazzo Passari
Porte di San Nicolò e Sant'Andrea
Sono state erette nel XVIII secolo.
Borghi di Cerreto ed Alteta
Esempio di castelli medioevali
Ippodromo San Paolo

### Aree naturali

#### Cipressi calvi
Nei pressi del ponte sul Tenna (fiume) che conduce a Belmonte Piceno, a sinistra in direzione monti mare, si trova il filare di 60 piante di cipresso delle paludi o cipresso calvo, Taxodium distichum. È un albero delle Cupressacee, nativo degli Stati Uniti d'America.
Molto probabilmente furono piantati alla fine del XIX secolo per volontà di un membro della nobile famiglia Passari, proprietaria, in quel tempo, dei terreni.
Si dice che essi rappresentino un segno d'amore nei confronti di una donna statunitense che aveva nostalgia degli alberi del suo paese.
Sono gli unici esemplari nella regione Marche di Taxodium distichum.
Dal rilevamento censitario effettuato dal Corpo forestale dello Stato nel 2005, gli esemplari più maestosi hanno diametro di circa 1,50 metri ed altezza di poco superiore ai 30 metri.
Queste piante sono state censite dalla regione Marche con D.G.R. n. 279 del 02-03-2012 nella categoria "formazione vegetale monumentale" e cioè alberi di particolare interesse storico-culturale e naturalistico-paesaggistico.

#### Cascata del Sasso
Nei pressi del ponte sul fiume Tenna che conduce a Belmonte Piceno, vicino ai cipressi calvi, c'è la cascata del Sasso.
Grandi massi rimasti bloccati nell'ansa del fiume crearono una cascatella che calmava la corrente tanto da creare a valle una specie di laghetto.
Le massaie venivano qui per il bucato fino agli anni '50.
Dal secondo dopoguerra sul fiume Tenna furono costruiti argini, ponti che ne diminuirono l'ampiezza, ma aumentarono la velocità delle acque rendendo la cascata molto più alta e impetuosa. 
La cascata fu poi cementificata e vi fu costruita la chiusa per alimentare i canali per l'irrigazione dei campi e controllare la portata del fiume.
Alla fine degli anni '70 la prima cementificazione crollò a causa di una piena, se ne possono ancora vedere i resti, ne seguì un'altra.
Fino agli anni '70, i ragazzi andavano alla cascata del Sasso come al mare.

#### Querciabella
Querciabella, cerquavella in dialetto, è l'appellativo di una pianta della specie Roverella che fu secolare, si stima dai 5 agli 8 secoli. Fu censita dalla Regione Marche.
Per la sua maestosità, bellezza e grandezza meritò un tondino di localizzazione sulle carte del Touring Club Italiano.
Insisteva su un terreno privato lungo la strada statale Faleriense, di proprietà anticamente dei Conti Passari, poi Ganucci.
Negli ultimi anni vegetativi, la circonferenza del fusto era di 5,6 metri, mentre il diametro della chioma arrivava a 34 metri, l'altezza era di 19 metri.
A godere della sua ombra, nel corso dei secoli, furono in molti, sia per ristorarsi dalle fatiche quotidiane di lavoro e di viaggio, sia nei momenti collettivi di festa. Oltre a contadini, massaie, ragazzi di ritorno da un bagno nel fiume Tenna, commercianti, si dice che vi si appostassero i briganti per assaltare le carrozze, e che vi stanziassero gli zingari. 
La primavera del 1985 fu l'ultima in cui germogliò, con poche foglie e distribuite solo in alcune parti.
L'albero ormai secco rimase intatto per qualche anno, ma alla fine l'amministrazione comunale fu costretta a far tagliare tutti i rami per la pubblica incolumità.
Oggi Querciabella è ridotta a un rudere, il suo fusto diventa sempre più piccolo, ma testimonia la grandezza dei suoi secoli di vita.

## Società

### Evoluzione demografica
Abitanti censiti

## Cultura

### Biblioteche

#### Biblioteca comunale mons. Germano Liberati
La Biblioteca comunale mons. Germano Liberati fu aperta nell'anno 1983 collocata nel piano mezzanino di Palazzo Passari in piazza Giacomo Matteotti, n. 33.

### Musica
Banda musicale Domenico Alaleona.

### Cucina
La cucina montegiorgese è simile a quella degli altri centri del Fermano.
I piatti tipici sono:
- I vincisgrassi (simili alle lasagne, ma senza besciamella e con un condimento costituito da verdure varie, pomodoro, carne di bue, interiora e fegatini di pollo).
- La porchetta: un maiale intero condito con spezie e finocchio selvatico cotto al forno.
- La galantina: una gallina disossata viene farcita con un impasto di carne macinata, uova, olive e verdure varie. Durante la cottura in acqua con verdure e spezie, viene posta tra due assi con un peso sopra che le conferisce una forma rettangolare, viene consumata fredda, a fette.
- A Natale il cappone arrosto, mentre a Pasqua l'agnello.

Tra i dolci tipici si ricordano:
- Caciù (calcione): dolce tipico carnevalesco montegiorgiese. Originariamente il ripieno era costituito da fave macinate o ceci o formaggio, con i tempi moderni si sono aggiunti altri ingredienti quali il cacao, la cioccolata e altre varianti. Preparazione: da una sfoglia a base di farina zucchero e uova, tirata sottile, se ne taglia una striscia della larghezza di una ventina di centimetri, ogni 20 centimetri si pone un po' di ripieno (un cucchiaio abbondante) si ripiega e ritaglia la sfoglia lasciando un po' di margine intorno al ripieno. Una volta ricavati i caciù, vanno poi fritti per qualche minuto in abbondante olio o strutto bollente, sono gustabili sia caldi che freddi. Dal mese di marzo del 2009 i Caciù de Muntijorgio sono tutelati da una Denominazione Comunale di Origine in cui sono stilate le caratteristiche del prodotto. Attualmente si gustano anche, nella versione con il ripieno di fave, nella vicina Monte San Pietrangeli, in cui vi è dedicata una sagra a tema.

A proposito di calzoni (o calcioni):
(dalla poesia Montejorgio Cacionà di G. Capecci)
- Cicerchiata, sfrappe e scroccafuse (una variante delle classiche frittelle): dolci carnevaleschi.
- Frustingu o pristringu: dolce natalizio a base di fichi secchi, mandorle, pinoli, noci, uva passa, cacao e miele.

Liquori:
- Mistrà e Anisetta (liquori di produzione locale a base d'anice).
- Vino cotto (vino dolce da dessert di circa 14 gradi alcolici, ottenuto dalla bollitura a fuoco diretto del mosto d'uva, lasciato poi a fermentare ed invecchiare a lungo. Da qualche anno è anche commercializzato dalle cantine autorizzate).

## Amministrazione
| Periodo          | Periodo          | Primo cittadino   | Partito                               | Carica                  | Note          |
| ---------------- | ---------------- | ----------------- | ------------------------------------- | ----------------------- | ------------- |
| 16 maggio 1988   | 25 luglio 1990   | Giovanni Diluca   | Democrazia Cristiana                  | Sindaco                 | [ 16 ]        |
| 25 luglio 1990   | 22 marzo 1994    | Giovanni Diluca   | Democrazia Cristiana                  | Sindaco                 | [ 16 ] [ 17 ] |
| 22 marzo 1994    | 21 novembre 1994 | Aurora Monaldi    |                                       | Commissario prefettizio | [ 16 ]        |
| 21 novembre 1994 | 30 novembre 1998 | Cataldo Sforza    | Partito Democratico della Sinistra    | Sindaco                 | [ 16 ]        |
| 30 novembre 1998 | 27 maggio 2003   | Cataldo Sforza    | Lista civica                          | Sindaco                 | [ 16 ]        |
| 27 maggio 2003   | 15 aprile 2008   | Luciano Achilli   | Lista civica                          | Sindaco                 | [ 16 ]        |
| 15 aprile 2008   | 27 maggio 2013   | Armando Benedetti | Il Popolo della Libertà               | Sindaco                 | [ 16 ]        |
| 27 maggio 2013   | 11 giugno 2018   | Armando Benedetti | Lista civica Insieme per Montegiorgio | Sindaco                 | [ 16 ]        |
| 11 giugno 2018   | 14 maggio 2023   | Michele Ortenzi   | Lista civica ProgettiAmo Montegiorgio | Sindaco                 | [ 16 ]        |
| 15 maggio 2023   | in carica        | Michele Ortenzi   | Lista civica ProgettiAmo Montegiorgio | Sindaco                 | [ 16 ]        |

### Gemellaggi
- Marta

### Altre informazioni amministrative
Fa parte dell'area vasta n. 4 di Fermo, dell'Azienda sanitaria unica regionale delle Marche (A.S.U.R. Marche).

## Sport
Ha sede nel comune la società di calcio S.S.D. Montegiorgio Calcio, fondata nel 1954, militante nel campionato di Eccellenza Marche 2023/2024.
Le altre due squadre di calcio sono Audax Montegiorgio e Piane di Montegiorgio calcio.

### Impianti sportivi
Nella frazione delle Piane è presente un ippodromo (Ippodromo San Paolo).